# Achthuizen
Achthuizen est un village dans la commune néerlandaise de Goeree-Overflakkee, dans la province de la Hollande-Méridionale. Le 1er janvier 2004, le village comptait 900 habitants.
Achthuizen est situé sur l'île de Goeree-Overflakkee.